# LPGA Tour 1971
Navigation
Édition précédente Édition suivante
Le LPGA Tour 1971 est la vingtième-deuxième édition du Ladies Professional Golf Association Tour (LPGA), circuit professionnel féminin de golf, qui se déroule du 18 février 1971 au 17 octobre 1971 exclusivement aux États-Unis. Cette vingtième-deuxième édition de ce circuit permet de proposer un certain nombre de tournois professionnels destinés aux femmes en dehors des compétitions amateurs. La volonté de la professionnalisation des golfeuses leur permet désormais de gagner de l'argent en jouant au golf.
Cette saison comporte vingt tournois, soit un de moins qu'en 1970 et aucun tournoi hors des frontières des États-Unis, auxquels sont insérées des dotations financières en fonction du résultat de la golfeuse. Seuls deux de ces tournois sont considérés comme « tournoi majeur » - le Championnat de la LPGA et l'Open américain - et sont considérés comme les plus prestigieux et difficiles à remporter.
L'Américaine Kathy Whitworth est désignée « Joueuse de l'année de la LPGA » (« Player of the Year ») pour la sixième fois de sa carrière et gagne le classement des gains remporté avec des gains de 41 182 $ en remportant quatre victoires dont un tournoi majeur : le Championnat de la LPGA. Le second tournoi majeur, l'Open américain, est remporté par JoAnne Carner. Enfin, le « Trophée Vare » récompensant la golfeuse ayant la moyenne de score la plus basse de la saison est remporté par Kathy Whitworth pour la sixième fois.

## Histoire
Pour l'organisation de cette vingtième-deuxième édition, tous les tournois se disputent aux États-Unis par des golfeuses principalement américaines professionnelles et amateures. Le calendrier établi fait débuter la saison par le Classic de Sears en Floride remporté par Ruth Jessen. Au cours de cette saison, tous les tournois ont été remportés par des golfeuses américaines professionnelles.
L'Américaine Kathy Whitworth est désignée « Joueuse de l'année de la LPGA » (« Player of the Year ») pour la sixième fois de sa carrière et gagne le classement des gains remporté avec des gains de 41 182 $ en remportant quatre victoires dont un tournoi majeur : le Championnat de la LPGA. Le second tournoi majeur, l'Open américain, est remporté par JoAnne Carner.

## Participantes à la saison LPGA 1971
Les participantes ont deux statuts. Certaines sont devenues professionnelles, et pour certaines avant la création de ce circuit, mais de nombreuses amateures prennent également part aux tournois sans toutefois pouvoir recevoir le montant des gains en raison de leur statut.
| Participantes    | Participantes    | Participantes    | Participantes      | Participantes    |
| Professionnelles | Professionnelles | Professionnelles | Professionnelles   | Professionnelles |
| ---------------- | ---------------- | ---------------- | ------------------ | ---------------- |
| Kathy Ahern      | Debbie Austin    | Pam Barnett      | Alice Bauer        | Susie Berning    |
| Jane Blalock     | Gerda Boykin     | Murle Breer      | Mary Bryan         | Donna Caponi     |
| JoAnne Carner    | Kathy Cornelius  | Linda Craft      | Clifford Ann Creed | Betsy Cullen     |
| Mary Lou Daniel  | Althea Darben    | Gail Denenberg   | Sandra Elliott     | Jan Ferraris     |
| Linda Galloway   | Marlene Hagge    | Sandra Haynie    | Pam Higgins        | Hisako Higuchi   |
| Lesley Holbert   | Ruth Jessen      | Joyce Kazmierski | Judy Kimball       | Carol Mann       |
| Margie Masters   | Kathy McMullen   | Pat Meyers       | Sharon Miller      | Mary Mills       |
| Barbara Myers    | Norma Owens      | Sandra Palmer    | Renee Powell       | Jo Ann Prentice  |
| Judy Rankin      | Betsy Rawls      | Barbara Romack   | Marilynn Smith     | Sandra Spuzich   |
| Beth Stone       | Cynthia Sullivan | Kathy Whitworth  | Peggy Wilson       | Mickey Wright    |
| Amateures        |                  |                  |                    |                  |
| Jane Booth       | Shelley Hamlin   | Martha Kirouac   |                    |                  |

## Calendrier de la saison 1971
L'édition 1971 se déroule du 18 février 1971 au 17 octobre 1971. La tableau suivant présente tous les tournois programmés pour la saison 1971. Les chiffres entre parenthèses correspondent au nombre de victoires remportées au moment de la victoire de la golfeuse audit tournoi remporté. Il est à noter que tous les tournois considérés comme tournois majeurs sont reconnus comme victoires officielles au palmarès de la LPGA et ajoutés au palmarès des golfeuses, même avant sa création en 1950. Les tournois majeurs sont indiqués en gras.
| Date       | Tournoi                                     | Catégorie      | Dotation (US$) | Vainqueur individuelle |
| ---------- | ------------------------------------------- | -------------- | -------------- | ---------------------- |
| 21/02/1971 | Classic de Sears, Floride                   |                | 60 000 $       | Ruth Jessen (11)       |
| 21/03/1971 | Open d'Orange Blossom, Floride              |                | 20 000 $       | Jan Ferraris (1)       |
| 18/04/1971 | Invitational de Raleigh, Caroline du Nord   |                | 20 000 $       | Kathy Whitworth (56)   |
| 25/04/1971 | Invitational de Burdine, Floride            |                | 30 000 $       | Sandra Haynie (20)     |
| 02/05/1971 | Open de Dallas Civitan, Texas               |                | 31 500 $       | Sandra Haynie (21)     |
| 09/05/1971 | Open de San Antonio Alamo, Texas            |                | 20 000 $       | Sandra Haynie (22)     |
| 16/05/1971 | Classic de Seale, Nevada                    |                | 50 000 $       | Sandra Palmer (1)      |
| 23/05/1971 | Internationale de Suzuki Golf, Californie   |                | 38 000 $       | Kathy Whitworth (57)   |
| 06/06/1971 | Open de Lady Carling I, Maryland            |                | 25 000 $       | Kathy Whitworth (58)   |
| 13/06/1971 | Championnat de la LPGA, Massachusetts       | Tournoi majeur | 53 000 $       | Kathy Whitworth (59)   |
| 20/06/1971 | Open d'Heritage, Connecticut                |                | 25 000 $       | Sandra Palmer (2)      |
| 27/06/1971 | Open américain, Pennsylvanie                | Tournoi majeur | 31 000 $       | JoAnne Carner (3)      |
| 11/07/1971 | Classic de George Washington , Pennsylvanie |                | 25 000 $       | Jane Blalock (2)       |
| 25/07/1971 | Open d'O'Sullivan, Virginie                 |                | 20 000 $       | Judy Kimball (3)       |
| 01/08/1971 | Invitational de Bluegrass, Kentucky         |                | 25 000 $       | JoAnne Carner (4)      |
| 08/08/1971 | Open de Pepsi, Géorgie                      |                | 20 000 $       | Jane Blalock (3)       |
| 15/08/1971 | Open de Len Immke Buick, Ohio               |                | 25 000 $       | Sandra Haynie (23)     |
| 26/09/1971 | Open de Southgate, Kansas                   |                | 20 000 $       | Pam Barnett (1)        |
| 26/09/1971 | Open de Lincoln-Mercury, Californie         |                | 25 000 $       | Pam Higgins (1)        |
| 17/10/1971 | Classic de First Classic, Texas             |                | 25 000 $       | Judy Rankin (5)        |

## Classements saison 1971

### Tableau des gains («Money list»)
Le tableau ci-dessous est le classement des golfeuses par gains obtenus sur cette saison 1971. Le classement par gains est remporté par Kathy Whitworth avec 41 182 $ remportés,.
| Cla. | Golfeuses       | Gains    | Victoires |
| ---- | --------------- | -------- | --------- |
| 1    | Kathy Whitworth | 41 182 $ |           |
| 2    | Sandra Haynie   | 36 219 $ |           |
| 3    | Jane Blalock    | 32 492 $ |           |
| 4    | Sandra Palmer   | 24 035 $ |           |
| 5    | Donna Caponi    | 23 069 $ |           |
| 6    | JoAnne Carner   | 21 604 $ |           |
| 7    | Jo Ann Prentice | 20 138 $ |           |
| 8    | Pam Barnett     | 18 801 $ |           |
| 9    | Judy Rankin     | 17 924 $ |           |
| 10   | Marlene Hagge   | 16 514 $ |           |

### Trophée Vare («Vare Trophy»)
Le tableau ci-dessous est le classement des golfeuses par scores les plus bas sur cette saison 1971.
| Cla. | Golfeuses       | Moyenne |
| ---- | --------------- | ------- |
| 1    | Kathy Whitworth |         |